# Mistrovství světa v klasickém lyžování 2011
Mistrovství světa v klasickém lyžování 2011 probíhalo ve dnech 23. února až 6. března 2011 v norském Oslu, v areálu Holmenkollen. Je to již popáté, co se zde šampionát konal, předtím to bylo v letech 1930, 1952, 1966 a 1982.

## Běh na lyžích

### Muži
| Soutěž                      | Zlato                                                                          | Stříbro                                                                 | Bronz                                                            | Nejlepší z Čechů                                    |
| 15 km klasicky detaily      | Matti Heikkinen                                                                | Eldar Rønning                                                           | Martin Johnsrud Sundby                                           | 7. Lukáš Bauer                                      |
| 30 km skiatlon detaily      | Petter Northug                                                                 | Maxim Vylegžanin                                                        | Ilja Černousov                                                   | 31. Martin Jakš                                     |
| 50 km volným stylem detaily | Petter Northug                                                                 | Maxim Vylegžanin                                                        | Tord Asle Gjerdalen                                              | 13. Lukáš Bauer 23. Martin Koukal 43. Jiří Magál    |
| Štafeta 4 x 10 km detaily   | Norsko Martin Johnsrud Sundby Eldar Rønning Tord Asle Gjerdalen Petter Northug | Švédsko Daniel Rickardsson Johan Olsson Anders Södergren Marcus Hellner | Německo Jens Filbrich Axel Teichmann Franz Göring Tobias Angerer | 8. Martin Jakš Lukáš Bauer Jiří Magál Martin Koukal |
| Sprint detaily              | Marcus Hellner                                                                 | Petter Northug                                                          | Emil Jönsson                                                     | 20. Martin Koukal                                   |
| Týmový sprint detaily       | Kanada Devon Kershaw Alex Harvey                                               | Norsko Petter Northug Ola Vigen Hattestad                               | Rusko Alexandr Panšinskij Nikita Krjukov                         | 13. Petr Novák Dušan Kožíšek                        |

### Ženy
| Soutěž                      | Zlato                                                                                   | Stříbro                                                                      | Bronz                                                                                        | Nejlepší z Češek                     |
| 10 km klasicky detaily      | Marit Bjørgenová                                                                        | Justyna Kowalczyková                                                         | Aino-Kaisa Saarinenová                                                                       | −                                    |
| 15 km skiatlon detaily      | Marit Bjørgenová                                                                        | Justyna Kowalczyková                                                         | Therese Johaugová                                                                            | 22. Ivana Janečková                  |
| 30 km volným stylem detaily | Therese Johaugová                                                                       | Marit Bjørgenová                                                             | Justyna Kowalczyková                                                                         | 20. Ivana Janečková 29. Eva Nývltová |
| Štafeta 4 x 5 km detaily    | Norsko Vibeke Skofterudová Therese Johaugová Kristin Størmer Steiraová Marit Bjørgenová | Švédsko Ida Ingemarsdotter Anna Haagová Britta Norgrenová Charlotte Kallaová | Finsko Pirjo Muranenová Aino-Kaisa Saarinenová Riitta-Liisa Roponenová Krista Lähteenmäkiová | −                                    |
| Sprint detaily              | Marit Bjørgenová                                                                        | Arianna Follisová                                                            | Petra Majdičová                                                                              | 55. Eva Nývltová                     |
| Týmový sprint detaily       | Švédsko Ida Ingemarsdotter Charlotte Kallaová                                           | Finsko Aino-Kaisa Saarinenová Krista Lähteenmäkiová                          | Norsko Maiken Caspersenová Fallaová Astrid Jacobsenová                                       | 12. Eva Nývltová Ivana Janečková     |

## Skoky na lyžích
| Soutěž                             | Zlato                                                                            | Stříbro                                                                  | Bronz                                                                  | Nejlepší z Čechů                                      |
| Střední můstek (muži) detaily      | Thomas Morgenstern                                                               | Andreas Kofler                                                           | Adam Małysz                                                            | 19. Jakub Janda                                       |
| Velký můstek (muži) detaily        | Gregor Schlierenzauer                                                            | Thomas Morgenstern                                                       | Simon Amman                                                            | 22. Roman Koudelka                                    |
| Střední můstek (týmy mužů) detaily | Rakousko Gregor Schlierenzauer Martin Koch Andreas Kofler Thomas Morgenstern     | Norsko Anders Jacobsen Bjørn Einar Romøren Anders Bardal Tom Hilde       | Německo Martin Schmitt Michael Neumayer Michael Uhrmann Severin Freund | 7. Borek Sedlák Roman Koudelka Jan Matura Jakub Janda |
| Velký můstek (týmy mužů) detaily   | Rakousko Gregor Schlierenzauer Martin Koch Andreas Kofler Thomas Morgenstern 500 | Norsko Anders Jacobsen Johan Remen Evensen Anders Bardal Tom Hilde 456,4 | Slovinsko Peter Prevc Jurij Tepeš Jernej Damjan Robert Kranjec 452,6   |                                                       |
| Střední můstek (ženy) detaily      | Daniela Iraschko                                                                 | Elena Runggaldier                                                        | Coline Mattel                                                          | 28. Michaela Doleželová                               |

## Severská kombinace
| Soutěž                                       | Zlato                                                               | Stříbro                                                             | Bronz                                                         | Nejlepší z Čechů |
| Střední můstek + 10 km (jednotlivci) detaily | Eric Frenzel                                                        | Tino Edelmann                                                       | Felix Gottwald                                                | 11. Tomáš Slavík |
| Velký můstek + 10 km (jednotlivci) detaily   | Jason Lamy-Chappuis                                                 | Johannes Rydzek                                                     | Eric Frenzel                                                  | 7. Tomáš Slavík  |
| Střední můstek + 5 km (týmy) detaily         | Rakousko David Kreiner Bernhard Gruber Felix Gottwald Mario Stecher | Německo Johannes Rydzek Björn Kircheisen Tino Edelmann Eric Frenzel | Norsko Jan Schmid Magnus Moan Mikko Kokslien Håvard Klemetsen | 10. Česko        |
| Velký můstek + 5 km (týmy) detaily           | Rakousko Bernhard Gruber David Kreiner Felix Gottwald Mario Stecher | Německo Johannes Rydzek Björn Kircheisen Eric Frenzel Tino Edelmann | Norsko Mikko Kokslien Håvard Klemetsen Jan Schmid Magnus Moan |                  |

## Medailové pořadí národů
Legenda
| Pořadí | Země      | Zlato | Stříbro | Bronz | Celkově |
| 1.     | Norsko    | 8     | 6       | 6     | 20      |
| 2.     | Rakousko  | 7     | 2       | 1     | 10      |
| 3.     | Švédsko   | 2     | 2       | 1     | 5       |
| 4.     | Německo   | 1     | 4       | 3     | 8       |
| 5.     | Finsko    | 1     | 1       | 2     | 4       |
| 6.     | Francie   | 1     | 0       | 1     | 2       |
| 7.     | Kanada    | 1     | 0       | 0     | 1       |
| 8.     | Polsko    | 0     | 2       | 2     | 4       |
|        | Rusko     | 0     | 2       | 2     | 4       |
| 10.    | Itálie    | 0     | 2       | 0     | 2       |
| 11.    | Slovinsko | 0     | 0       | 2     | 2       |
| 11.    | Švýcarsko | 0     | 0       | 1     | 1       |
|        | Celkově   | 21    | 21      | 21    | 63      |